# Граф-Ігнатієво (авіабаза)
Авіабаза Граф-Ігнатієво (болг. Трета изтребителна авиобаза) — військово-повітряна база в Болгарії, розташова в селі Граф-Ігнатієво, приблизно за 10 кілометрів на північ від Пловдива, другого за величиною міста Болгарії. Це єдина авіабаза, де базуються винищувачі ВПС Болгарії; тут розміщені дві ескадрильї реактивних літаків. Навчальна авіагрупа в Дольній Митрополії (колишня 12-та навчальна авіабаза) була перебазована на 3-ю авіабазу у Граф-Ігнатієво.

## Історія
Аеропорт Граф-Ігнатієво існує з 1940 року. Він розташований у самому серці Південної Болгарії, у Верхньофракійській низовині. У 1937 році Верховним Указом № 1294 землі в північно-західній частині були експропрійовані та компенсовані, розпочато будівництво ангара, адміністративних будівель, сантехнічних установок та всього необхідного для нормальної роботи аеропорту відповідно до вимог часу.
6 червня 1940 року в Граф-Ігнатієво була перебазована третя ескадрилья 1-го авіаполку — Божуриште.
Після 1945 року дислоковані тут льотні підрозділи теперішньої Народної Республіки Болгарії літали на літаках радянського виробництва.
17 травня 1951 року, на території аеродрому було сформовано 19-й винищувальний авіаційний полк.
Перехід на реактивні винищувачі розпочався в 1951 році. Під час холодної війни тут базувалися МіГ-21.
Сучасну назву отримала 18 серпня 1994 року наказом командувача ВПС Республіки Болгарія внаслідок переформування дев'ятнадцятого винищувального авіаційного полку в 3-ю винищувальну авіаційну базу з в/ч 28000. До складу бази входять перша і друга винищувальні авіаескадрильї (1-й та 2-й ІАЕ) зі складу авіаційного полку, 39-го окремого авіаційного батальйону та 19-го окремого батальйону зв'язку та радіотехнічного забезпечення 10-го змішаного авіаційного корпусу. Перший командир бази — підполковник Симеон Симеонов.
На базі до 2022 року розташовувалася ескадрилья винищувачів МіГ-29А/УБ ВПС Болгарії. З огляду на необхідну модернізацію бази з метою розміщення F-16V, заплановане з 2025 року, МіГ-29 були передислоковані до Пловдива в 2022 році.
2 квітня 2025 року на авіабазі «Граф Ігнатьєво» відбулась церемонія прийому нового бойового літака F-16D (V) Block 70.

## Назва
Протягом багатьох років авіабаза носить різні назви відповідно до реорганізацій, які вона зазнала:
- 3-я винищувальна авіабаза (18 серпня 1994 — 1 грудня 2012)
- 3-тя авіабаза (станом на 1 грудня 2012 р.)